# Château de Põltsamaa
Le château de Põltsamaa (en estonien, Põltsamaa linnus et en allemand, Schloss Oberpahlen) est un château en Estonie situé dans la commune de Põltsamaa dans le comté de Jõgeva.

## Histoire
Le château est fondé par l'Ordre Livonien en 1272, en tant que forteresse défensive. Pendant la guerre de Livonie, le château est occupé par les troupes polonaises et sert de résidence officielle au duc Magnus de Holstein, nommé roi de Livonie par Ivan IV de Russie, entre 1570 et 1578,.
En 1623, le roi Gustave II Adolphe de Suède offre le domaine au maréchal de camp Hermann von Wrangel (de). Ce dernier commence à transformer le château fort en une demeure de la renaissance tardive. Lors de la Grande guerre du Nord, le château est brûlé et les intérieurs détruits. Après la guerre, l'empereur Pierre Ier de Russie à son tour offre ce château à Heinrich von Fick (de). Woldemar Johann von Lauw (et) obtient le château en héritage en 1750 et débute d'importants travaux de reconstruction, transformant la forteresse en luxueux palais rococo. Après avoir été la résidence du comte Alekseï Bobrinskoï, fils de l'Impératrice Catherine II et du comte G. Orlov, le château termine finalement dans les mains de la famille princière russe Gagarine jusqu'à la réforme agraire estonienne de 1919,,, qui nationalise les biens de la noblesse terrienne d'origine allemande et d'origine russe. Le château d'Oberpahlen prend alors son nom actuel.
En 1941, pendant la Seconde Guerre mondiale, le château est presque entièrement détruit par un raid aérien.